# Hey Joe
A Hey Joe minden idők egyik legsikeresebb dala. Valószínűleg a folkénekes Billy Roberts szerzeménye, 1962-ben írta, de a dalnak napjainkra több mint 800 feldolgozása ismert, melyek között olyan nevek vannak, mint Jimi Hendrix, vagy a Deep Purple, magyarul a Hobo Blues Band, így nem csoda, hogy az eredeti szerző feledésbe merült. Bizonyos zenetörténészek még mindig vitatkoznak azon, vajon Roberts írta-e a dalt. Kétségeiket a rengeteg felbukkanó szövegvariánsra alapozzák.
A dal először a Byrds előadásában lett valódi siker 1964-ben, mikor elkezdték koncerteken játszani. Miután a Love nevű zenekar is felvette repertoárjába a szám a USA nyugati partján fokozatosan egyre ismertebb lett. 1966-ban egyszerre két együttes jelentette meg a dalt: A Surfairs „Hey Joe, Where Are You Going?”, és a Leaves „Hey Joe, Where Are Gonna Go?” címmel – utóbbi még a slágerlistákra is felkerült.
Tim Rose is ekkoriban dolgozta fel a dalt, de ő jelentősen belenyúlt a szerkezetébe, lelassította és az egyes sorokat sokkal szenvedélyesebben énekelte, mint a korábbi előadók. Jimi Hendrix ezt a verziót vette át 1966-ban, mellyel a dal végül világhírű lett, és a későbbi feldolgozások többnyire már Hendrix változatára épültek. 1966-ban a Way of Life zenekar is felvette, érdekessége, hogy John Bonham nemcsak dobol, de énekel is rajta. A Tim Rose által menedzselt Band of Joy is rögzítette Robert Plant énekével. A stílusváltásban kivétel a Deep Purple 1968-as feldolgozása, amely Jon Lord hatására a klasszikus zenéhez közelít, a bevezetője például a Boleróra hasonlít.